# Église Saint-Christophe de Léogeats
Pour les articles homonymes, voir Église Saint-Christophe.
L'église Saint-Christophe de Léogeats est une église catholique située à Léogeats, en France.

## Localisation
L'église est située dans le département français de la Gironde, sur la commune de Léogeats, à l'ouest du bourg.

## Historique
L'édifice construit, à l'origine, au XIIe siècle et agrandi au XVIe par une abside longitudinale nord est inscrit au titre des monuments historiques par arrêté du 24 décembre 1925 en totalité.

## Galerie de photos

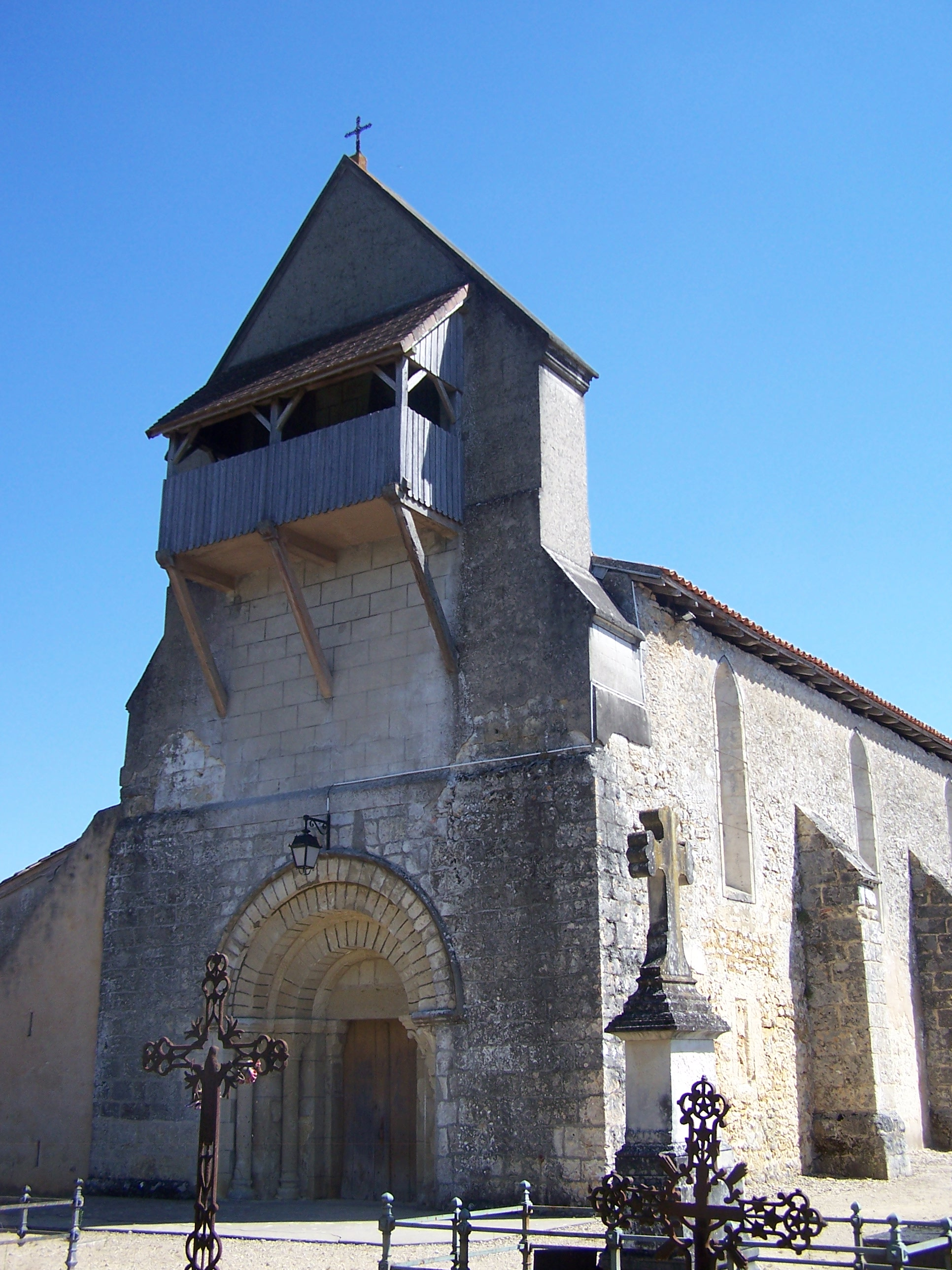
La façade ouest (sept. 2010)
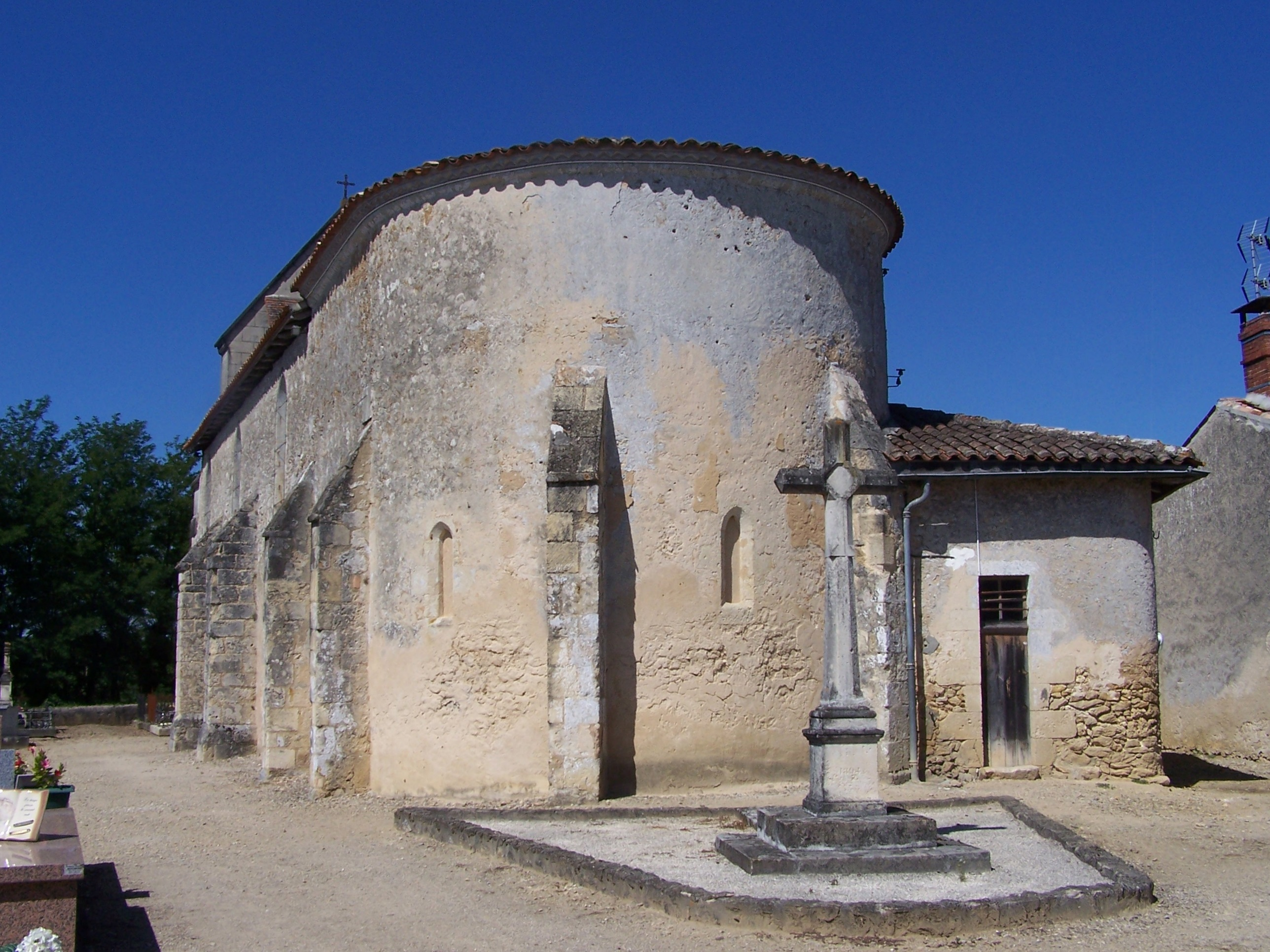
Le chevet (sept. 2010)
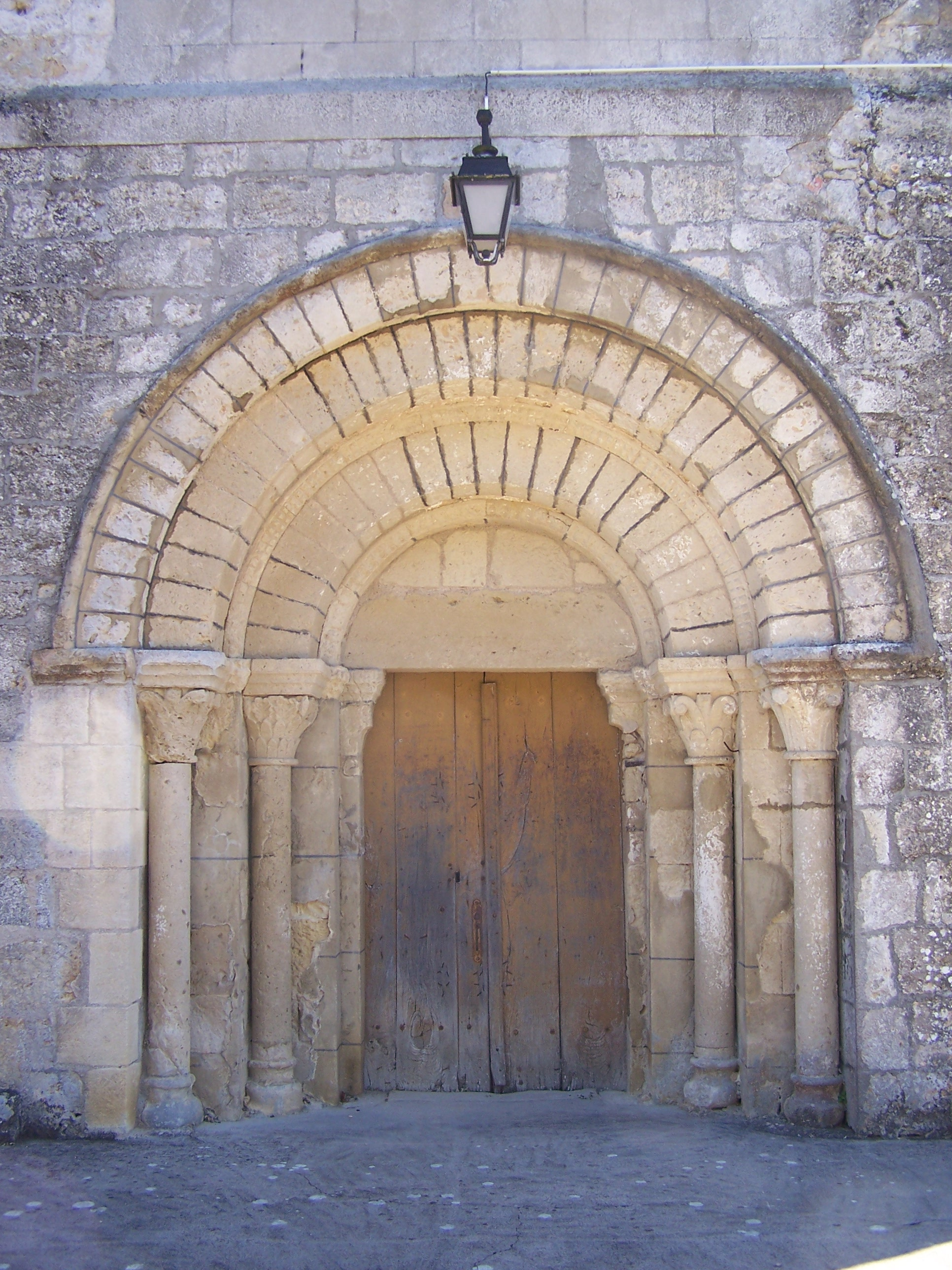
Le portail (sept. 2010)